# Ньорд
Ньорд (на старонорвежки: Njörðr) в скандинавската митология е бог на морето, морските ветрове и рибарството.

## Характеристика
По произход е от божествата Вани, като след войната им с Асите, преминава при последните като заложник със сина си Фрейр и дъщеря си Фрея и в един по-късен етап текстовете го причисляват вече към божествата Аси. С него е отъждествявана германската богиня Нертус, чието име е точен еквивалент на Ньорд. Възможно е тя да е негова сестра и същевременно съпруга, тъй като в Сага за Инглингите се говори, че докато е при Ваните, Ньорд съжителства със сестра си.
След преминаването си при Асите, Ньорд се жени за великанката Скади и живее с нея девет денонощия в Ноатун („Корабостроителница“, палатът му в Асгард) и девет денонощия в Трюмхайм („Шумно място“) в планините, тъй като съпругата му не обича морето, а планините. Според „Речите на Вафтруднир“ (Поетична Еда), Ньорд ще се върне при Ваните при свършека на света.
Според Сага за Инглингите след смъртта на Один, Ньорд става управник на Швеция и шведите го приели за владетел. Сагата разказва, че по негово време царял мир и добруване затова когато Ньорд се разболял и починал шведите много скърбяли за него. Според обичая, който им наложил Один, те изгорили на клада тялото на Ньорд и му издигнали надгробна могила.
След смъртта на Ньорд според „Сага за Инглингите“ управлението на страната поел Фрейр, наречен също Ингви-Фрейр.